# 庫爾加姆縣
庫爾加姆縣是印度的一個縣，位於該國北部，由查谟和克什米尔負責管轄，面積490平方公里，識字率為60.3%，2011年人口422,786，人口密度每平方公里863人。
33°38′24″N 75°01′12″E / 33.64000°N 75.02000°E